# Mezinovac
Mezinovac is een plaats in de gemeente Perušić in de Kroatische provincie Lika-Senj. De plaats telt 40 inwoners (2001).